# Файзиабад (Кашкадар'їнська область)
Файзиабад (узб. Fayziobod, Файзиобод) — міське селище в Узбекистані, в Каршинському районі Кашкадар'їнської області.
Статус міського селища з 2009 року.